# Nova Alvorada do Sul
Nova Alvorada do Sul is een gemeente in de Braziliaanse deelstaat Mato Grosso do Sul. De gemeente telt 12.673 inwoners (schatting 2009).